# Limenitis delphicola
Limenitis delphicola är en fjärilsart som beskrevs av Hans Fruhstorfer 1909. Limenitis delphicola ingår i släktet Limenitis och familjen praktfjärilar. Inga underarter finns listade i Catalogue of Life.